# Ángel Bustos
Juan Ángel Bustos Pizarro (* 16. Januar 1961 in Antofagasta) ist ein ehemaliger chilenischer Fußballspieler. Der Außenstürmer spielte für Vereine in Chile und Mexiko.

## Karriere
Ángel Bustos begann 1979 seine Profikarriere bei Deportes Antofagasta in der Segunda División und stieg mit dem Verein 1983 in die Primera División auf. Nach dem Abstieg 1984 verließ er Antofagasta und spielte für Unión La Calera, CD Huachipato sowie CSD Colo-Colo, ehe er nach Mexiko zu Monarcas Morelia wechselte. Nach drei Jahren kehrte er nach Chile zurück und lief für die weiteren Erstligisten CD Cobreloa und Fernández Vial auf. Ab 1992 war er erneut in Mexiko bei Venados FC und den UNAM Pumas aktiv. Seine Karriere ließ der Offensivakteur bei Deportes Ovalle ausklingen.